# Tipula (Vestiplex) apicifurcata
Tipula (Vestiplex) apicifurcata is een tweevleugelige uit de familie langpootmuggen (Tipulidae). De soort komt voor in het Oriëntaals gebied.